# Syn Reův
| Syn Reův v hieroglyfickém zápisu |
| -------------------------------- |
|                                  |

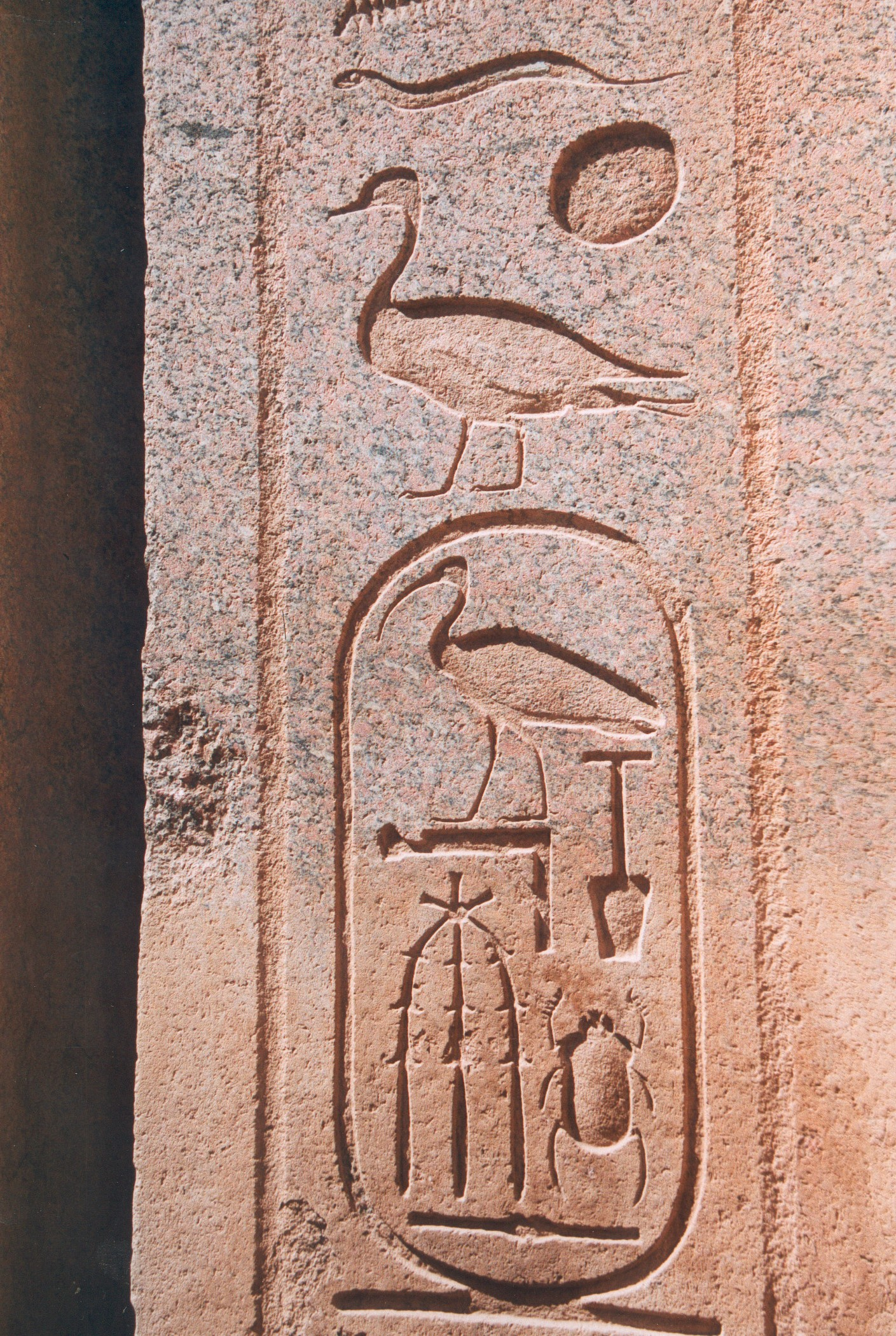
Syn Reův Thutmose

Jméno (resp. titul) syn Reův, v egyptologii někdy označované jako tzv. rodné jméno nebo nomen, je součást královské titulatury ve starověkém Egyptě. V její úplné podobě složené z pěti jmen bylo uváděno jako poslední v pořadí a zapisováno do druhé ze dvou královských kartuší. Poprvé se objevuje v době 4. dynastie za panovníka Rachefa a spojuje krále se slunečním bohem Reem. Pravidelnou součástí titulatury se stalo od doby prvního panovníka 5. dynastie Veserkafa.

## Význam jména
Důležitost a ideologická jedinečnost tohoto spojení vyniká v souvislosti se skutečností, že ačkoli panovník býval označován za syna různých bohů, stalo se deklarování tohoto vztahu pravidelnou součástí titulatury pouze v případě Rea. Není pochyb, že to souvisí se vzestupem slunečního kultu, nicméně přesný význam tohoto vývoje je nejasný. Zejména dřívější badatelé zastávali názor, že jde o projev omezení panovnické moci – protože král je synem Rea, odvozuje oprávnění držet moc od svého otce a vládne jako jeho zástupce na základě jeho vůle a schválení.
Tato interpretace je dnes většinově pokládána za překonanou: slovo „syn“ je na základě pramenů z pozdějších období kladeno na stejnou úroveň jako slovo „obraz“, které může znamenat i sochu a kultovní zobrazení, což znamená, že „pozemský syn se božskému otci v každém ohledu vyrovná – podobou, jednáním i povahou, ale také společenským postavením a místem, které zaujímá.“ Označením syn Reův je tedy panovník slunečnímu bohu nikoli podřizován, ale je s ním v kontextu své vlády ztotožněn jako jeho bezvýhradná a jedinečná pozemská podoba. Tento blízký vztah možná mohl být chápán jako vyjádření zvláštní moci krále „umožňující mu opakovat na zemi skutky, jež sluneční bůh konal při stvoření“, jak je to pro ideologický charakter královské vlády doloženo od Střední říše.
Jméno uvozované tímto titulem bylo osobním jménem panovníka, které měl od svého narození ještě jako soukromá osoba a nebylo užíváno jako panovnické (tuto roli plnilo jméno nisut-bitej). Zdá se, že v pozdější době vykazuje charakter jakéhosi jména rodového, typického pro určitou královskou dynastii nebo její část. V 11. dynastii to bylo jméno Mentuhotep, ve 12. jména Amenemhet a Senusret, ve 13. jméno Sobekhotep, v 18. jména Amenhotep a Thutmose a ve 20. dynastii jméno Ramesse. Zejména v době pozdní Nové říše bylo spojováno s titulem „pán (slunečních) obzorů“.

## Další královská jména
Vývoj panovnické titulatury byl uzavřen na počátku Střední říše, nejpozději od této doby se skládala celkem z pěti jmen uvozených znaky vypovídajících o povaze královské moci (podle pořadí):
- Horovo jméno
- Obě paní
- Zlatý Hor
- jméno nisut-bitej
- tzv. rodné jméno syn Reův